# بروس إتش. ماكميلان
بروس إتش. ماكميلان هو سياسي أمريكي، ولد في 14 أبريل 1935 في شايان في الولايات المتحدة. نشط حزبياً في الحزب الجمهوري. وقد انتخب عضو مجلس نواب وايومنغ ‏.